# Musée de la Préhistoire du Vercors
 (août 2016).
Le musée de la Préhistoire du Vercors est situé sur le territoire de la commune de Vassieux-en-Vercors (Drôme). C'est un musée de France.

## Historique
Le musée a été construit sur un site préhistorique d'atelier de taille de silex vieux de 5 000 ans. Le site nommé « P 51 », classé monument historique, fut découvert en 1970 par le docteur Michel Malenfant. Vieux de 5 000 ans environ, le site a été retrouvé intact tel que l’ont abandonné les hommes préhistoriques, il y a 4 500 ans.

## Caractéristiques
Le musée est géré par le parc naturel régional du Vercors, sous la responsabilité scientifique de la Conservation du patrimoine de la Drôme. Il a été rénové en 2008. La nouvelle muséographie a été réalisée par Giuseppe Bonetti sous la responsabilité de Chrystelle Burgard (Conservation du patrimoine de la Drôme). L'ouvrage en bois conçu par Bernard Cogne répond aux contraintes du site : « nous nous sommes adaptés aux contraintes de ce site classé comme l’interdiction de construire des fondations. À l’intérieur, nous sommes partis de l’atelier de taille, maintenu dans la pénombre, pour évoluer et finir en pleine lumière, grâce à une large baie vitrée ouverte sur le paysage » précise l'architecte.
Parmi les nouveaux aménagements se trouve : 
- l'augmentation de la surface d'exposition,
- la création de deux salles pédagogiques,

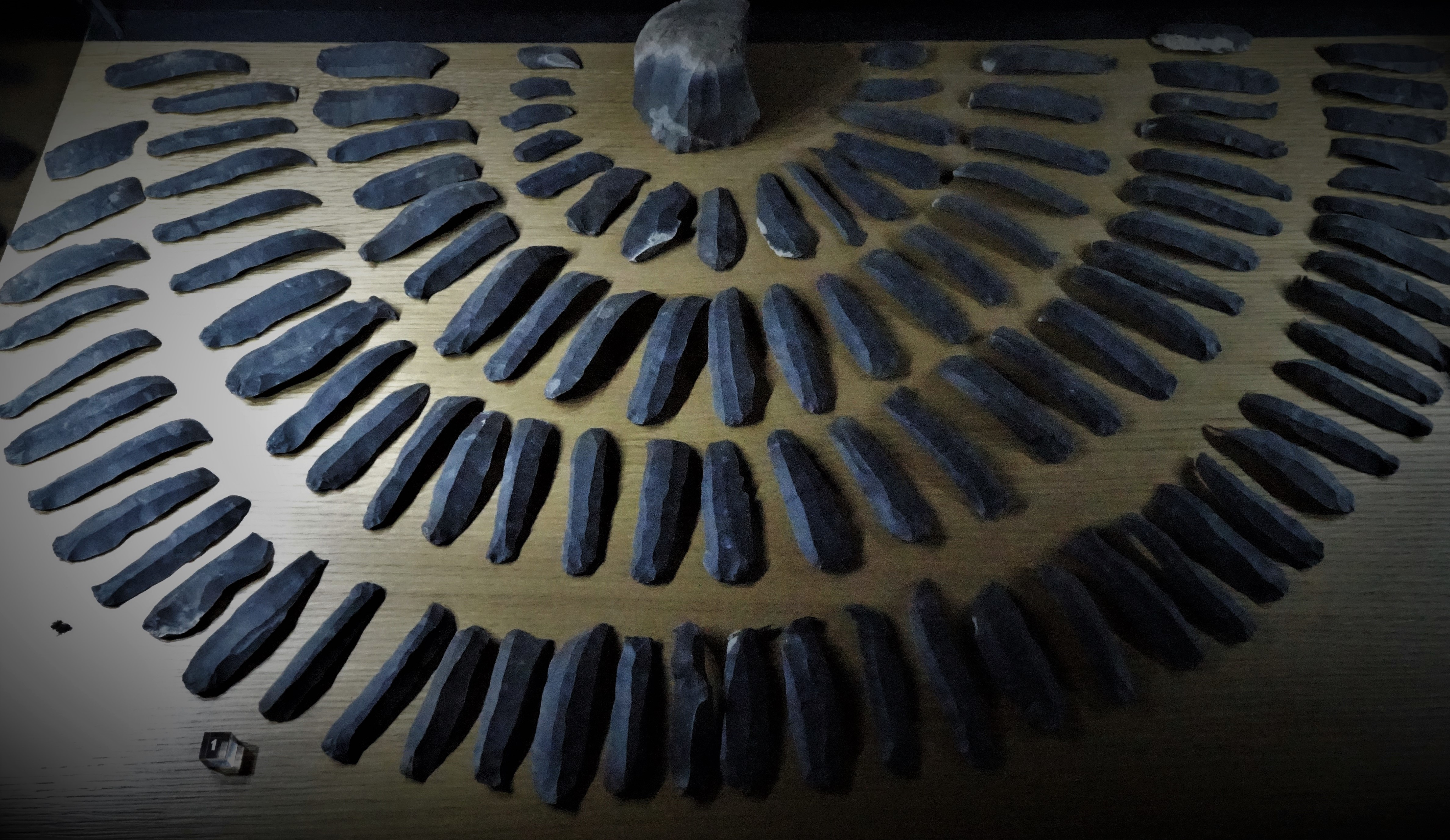
la création d'un espace accueil et d'une boutique.  - Silex taillés
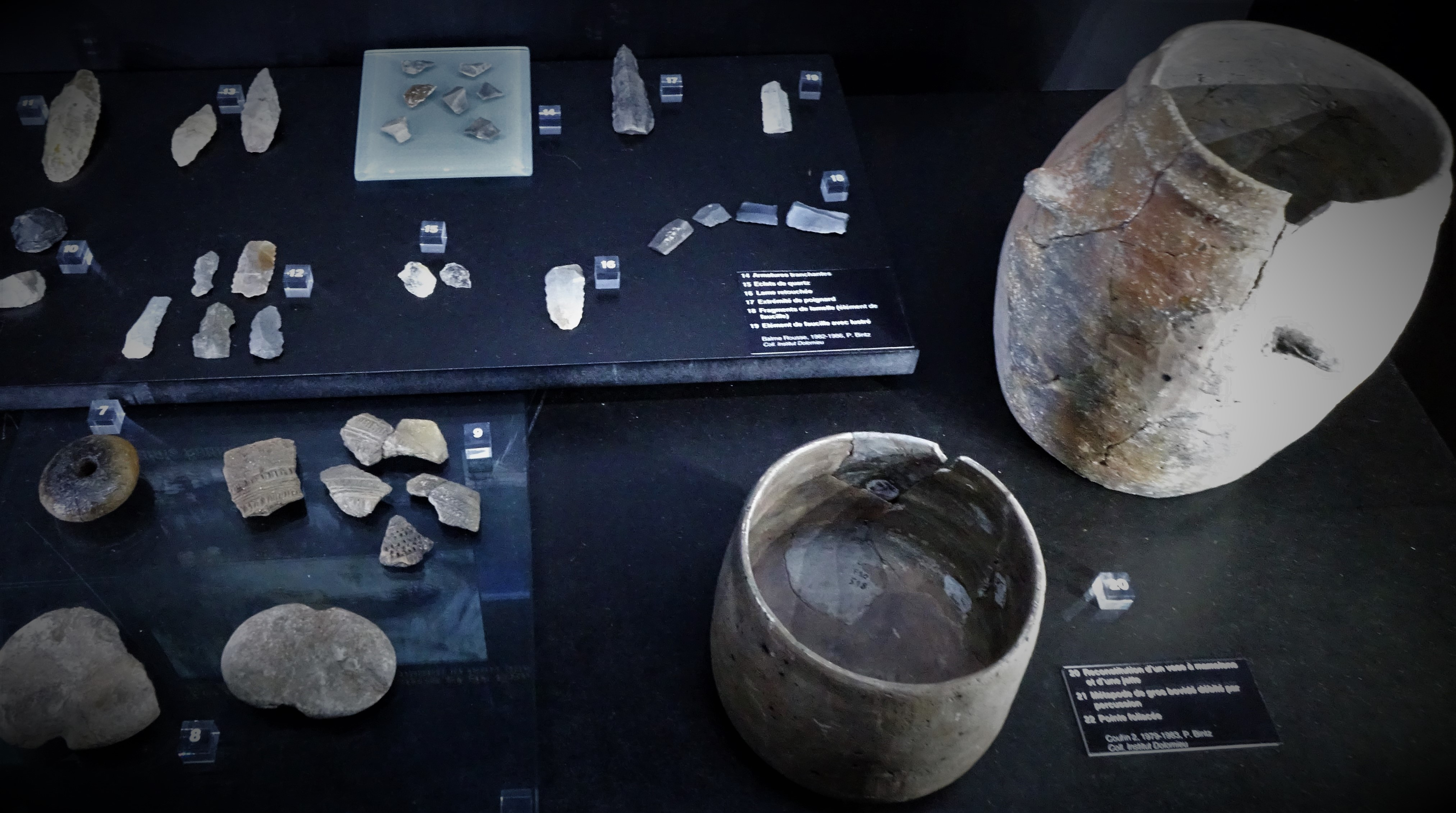
Vitrine avec des silex taillés des poteries
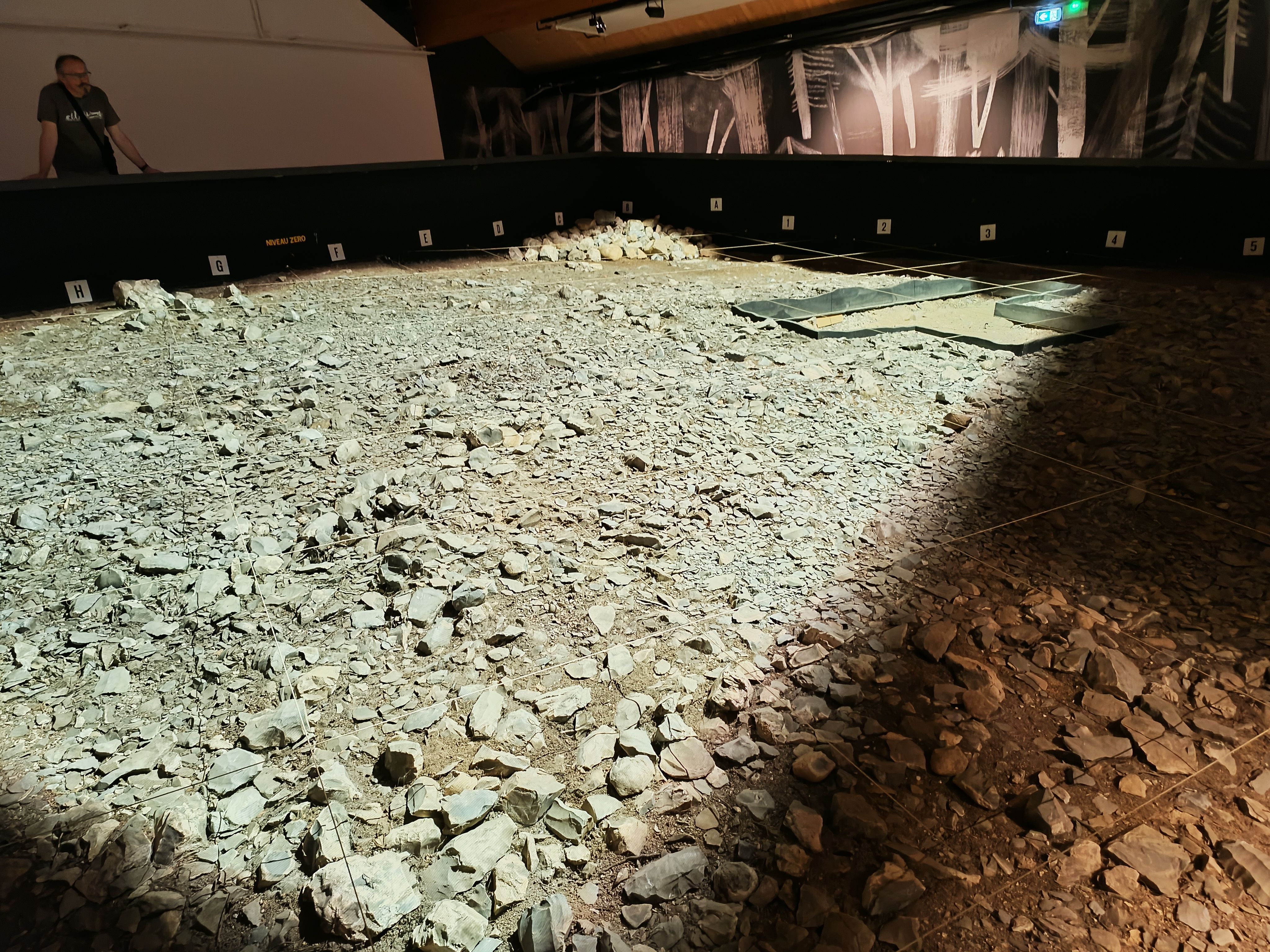
Atelier de taille du silex
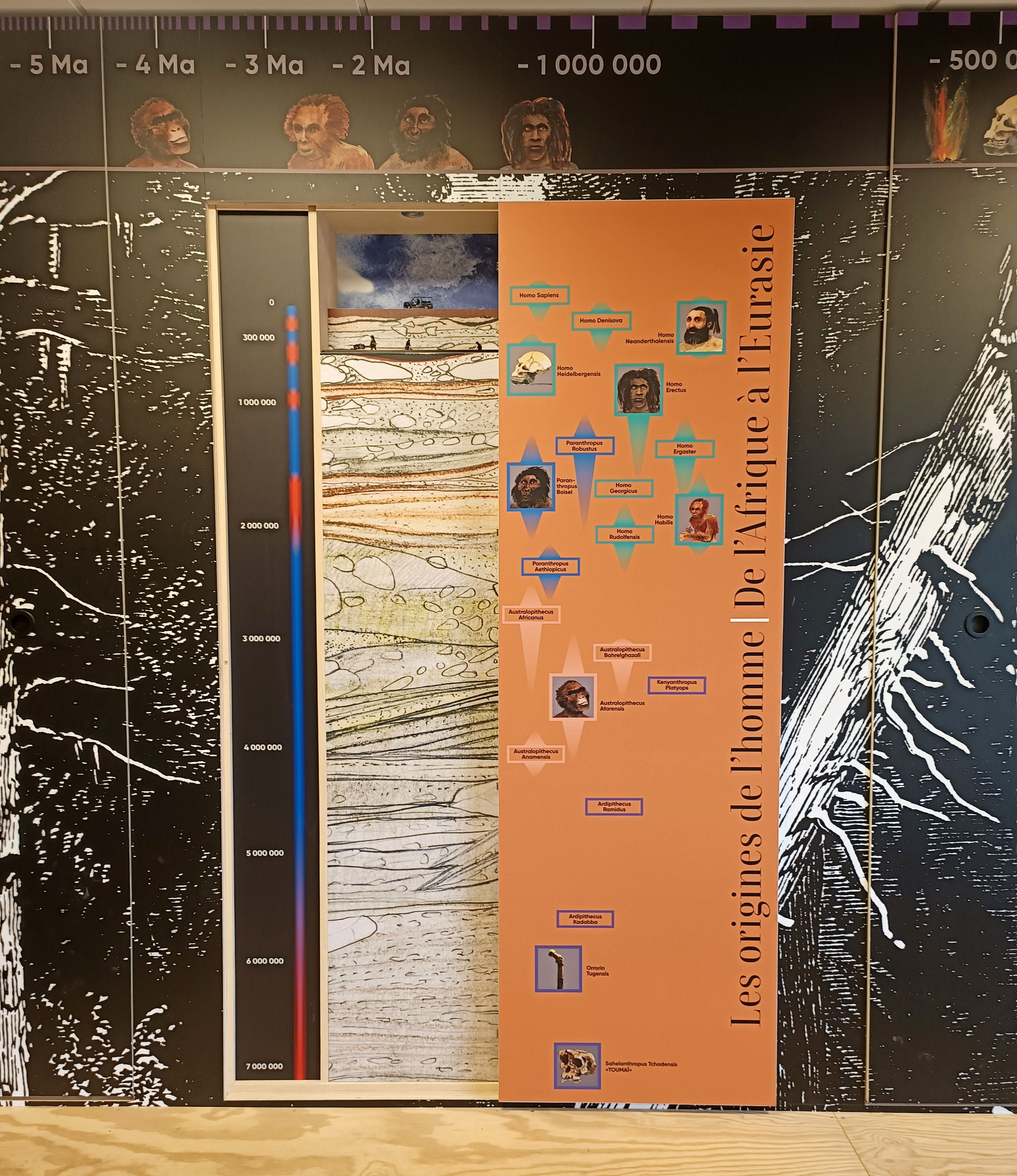
Panneau pédagogique dans une salle de médiation
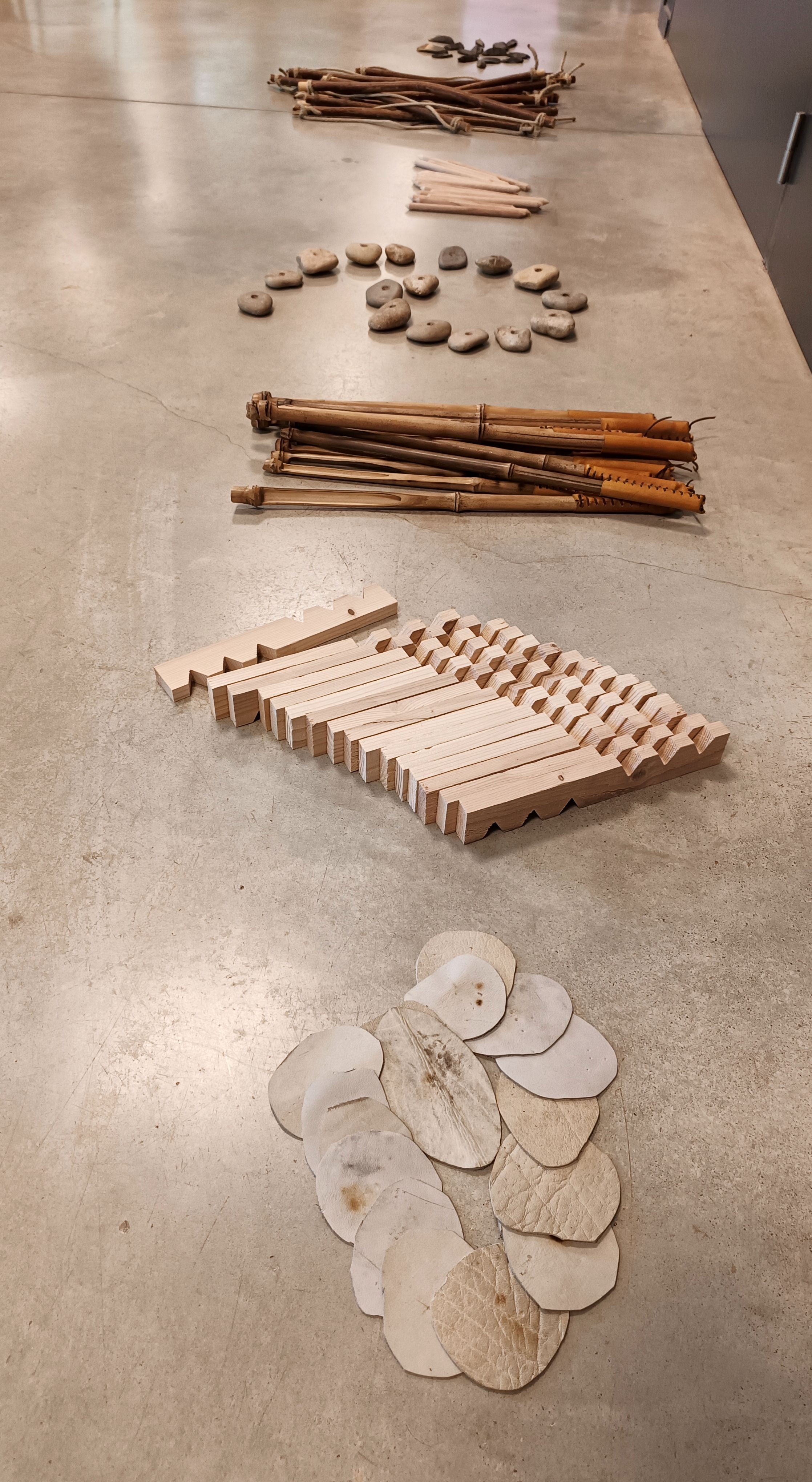
Matériel pédagogique pour un atelier sur le feu
  - Vitrine avec des silex taillés des poteries
  - Atelier de taille du silex
  - Panneau pédagogique dans une salle de médiation
  - Matériel pédagogique pour un atelier sur le feu

## Actions du musée
Les missions du musée de la préhistoire du Vercors sont :
- transmettre au public les connaissances acquises sur le site;
- proposer au public, groupes adultes et scolaires : 
  - des visites commentées,
  - des ateliers (initiation à la maîtrise des techniques préhistoriques : feu, chasse, outils, art préhistorique...)[1].